# 레와코노돈
레와코노돈(Rewaconodon)은 트라이아스기 후기 지금의 인도에 살았던 키노돈트이다. 레와코노돈속에는 티키 층에서 발견된 레와코노돈 티키엔시스(R. tikiensis)와 다른 지역에서 발견된 레와코노돈 인디쿠스(R. indicus)이라는 두 종이 있다. 아직 발견되지 않은 종은 북아메리카에 살았을 수도 있다.